# 野原夕里香
野原 夕里香（のはら ゆりか、1975年1月30日 - ）は、日本のAV女優。趣味はお菓子作り、特技はスキー、バドミントン。
新潟県出身。1994年9月30日、アトラス21から、『名器嬢』でデビューした。

## 出演作品
1994年
- 名器嬢（1994年9月30日、アトラス21）＊デビュー作
- 僕の妹レンタル中（1994年10月21日、アトラス21）
- 湯けむり旅情・支笏湖編 温泉ガールズ ガズム2 野原夕里香・飛鳥いずみ 他（1994年10月、明文社 MA-201）
- オールヌード（1994年11月16日、アトラス21）
- ヌーディッシュ宣言。（1994年12月26日、マックス・エー）

1995年
- 夕里香の異常快楽（1995年1月、ビップ）
- 新・猫のように LIKE ACAT（1995年1月20日、マックス・エー）共演：飛鳥いずみ
- バーチャFUCK～お天気お姉さまはびしょ濡れ～（1995年2月21日、マックス・エー）
- 淫口（1995年3月24日、マックス・エー）
- 初濡れ痴漢電車（1995年4月11日、笠倉出版社）
- 砕け落ちた美肉（1995年4月14日、アトラス21）
- LINGERIE DOLLS（1995年5月23日、宇宙企画）他出演:観月沙織里、上條うらら、日吉亜衣
- 肉体接待（1995年5月26日、サクセス・ビデオ・コミュニティー）
- 淫らな妖精（1995年6月1日、オー・ケイ出版社）
- ドキュメント告白MAGAZINE わたしのSEX（1995年6月18日、宇宙企画）
- ボディショップ 上條うらら・観月沙織里・野原夕里香（1995年6月30日、笠倉出版社）
- BODY SHOP（1995年7月6日、笠倉出版社）他出演:上條うらら、観月沙織里
- more max 豹女達の午後 本木まり子・水沢早紀・鈴木真里亜・小田なるみ・野原夕里香 他 全10名（1995年7月7日、MAX-A）
- はじらい白書（1995年7月10日、サクセス・ビデオ・コミュニティー）＊「淫口」他を再編集したもの
- 平成ブルマー倶楽部 5 観月沙緒理・矢吹まりな・野原夕里香 他（1995年7月11日、笠倉出版社）
- ナース物語 濡れた茂み 4 観月沙織里・矢吹まりな・高城さやか・野原夕里香 他（1995年8月11日、笠倉出版社）
- 新生スペルマ淫度 10 観月沙織里・高沢みずき・宮島さえ・矢吹まりな・野原夕里香 他 全10名（1995年8月11日、笠倉出版社）
- 魅惑の恥じらいエクスタシー　アイドルデビューコレクション（1995年8月31日、アトラス21）他出演:朝倉純、宏岡みらい、矢吹まりな、観月沙織里、青木サラ、吉永あすか
- 姫マンゴ女子校生 観月沙織里・細川百合子・麻宮淳子・可愛ゆう・野原夕里香（1995年9月8日、笠倉出版社）
- 潮吹き美女館 森尾ひとみ 麻宮淳子・安藤有里・細川百合子・矢吹まりな・野原夕里香 他（1995年10月9日、笠倉出版社）
- 快尻! ズボット 新たなる仕置き人（1995年10月30日、エイトマン）共演:麻宮淳子、氷高小夜
- くい込み乙女痴漢電車（1995年11月24日、オー・ケイ出版社）共演:高城沙也加、合沢梨乃、観月沙織里
- 快楽エステサロン 2 逆ソープパラダイス（1995年12月25日、KTファクトリー）

1996年
- 逆ソープスペシャル 快楽エステサロン デラックス（1996年3月25日、KTファクトリー）他出演:麻宮淳子、日吉亜衣、飛鳥いずみ
- コスプレーヤーズオナニー 野原夕里香・川内梨帆・一の瀬彩・愛田るか 他 全8名（1996年10月、リーガル出版）
- コスプレーヤーズ ヘアヌード 野原夕里香・川内梨帆・一の瀬彩・愛田るか 他 全8名（1996年10月、リーガル出版）
- 巨乳おねだり天使ベスト10 野原夕里香・麻宮淳子・細川百合子 他（1996年、オー・ケイ出版社）

1998年
- スーパー女子校生 痴漢電車スペシャル 野原夕里香・山咲あかり・川奈由依・三枝美憂 他 全20名（1998年11月12日、笠倉出版社）

2000年以降
- アブない女子高生 校内発射20連発 有森いずみ・三枝美憂・田中愛華・野原夕里香 他（2000年4月8日、オー・ケイ出版社）
- 女子校生痴漢電車15連発 野原夕里香・川上みく・田崎由希・真木いづみ 他 全15名（2000年5月11日、オー・ケイ出版社）
- 僕の妹レンタル中 SPECIAL（2007年6月13日、NEO ATLAS）他出演:児島香緒里、石絵未季
- AV20年史 Deluxe 2（2008年3月5日、メディアバンク）他多数出演[2]
- オナニー白書 Deluxe PART1（2008年6月3日、メディアバンク）他多数出演[2]

発売年不明
- マグニチュード6.9（ミックスコーポレーション）VHS
- 召使い2×3 カミングエピソード 篠宮知世・望月さおり・野原夕里香 他（スパイスソフト SPD-010T）DVD ＊DVDムービーゲーム

## 雑誌
- 投稿写真 122（1994年12月1日発売）
- Naitai magazine No.106